# Laois (kiesdistrict)
Laois is een kiesdistrict in de Republiek Ierland voor de verkiezingen voor Dáil Éireann. Het district komt overeen met het  graafschap Laois aangevuld met een klein deel van Kildare.  Het district werd gecreëerd als gevolg van de herindeling in 2012 en werd voor het eerst gebruikt voor de  verkiezingen van 2016. Het telt 3 zetels. Eerder maakte Laois deel uit van het kiesdistrict Laois-Offaly.
Bij de verkiezingen in 2016 behaalden Fianna Fáil, Fine Gael en Sinn Féin ieder 1 zetel. 

## Referendum
Bij het abortusreferendum in 2018 stemde in het kiesdistrict 61,4% van de opgekomen kiezers voor afschaffing van het abortusverbod in de grondwet.